# Droga wojewódzka 169
Die Droga wojewódzka 169 (DW 169) ist eine polnische Woiwodschaftsstraße, die im Osten der Woiwodschaft Westpommern verläuft. In West-Ost-Richtung verbindet sie den östlichen Teil des Kreises Białogard (Belgard) mit dem Südteil des Kreises Koszalin (Köslin) und verdient sich ihre Aufmerksamkeit dadurch, dass sie Verkehr aus dem Gebiet der Kreisstadt Białogard zur DK 11 (Kołobrzeg (Kolberg) – Bytom (Beuthen (Oberschlesien))) leitet. Die Gesamtlänge der DW 169 beträgt 36 Kilometer.

## Streckenverlauf der DW 169
Woiwodschaft Westpommern:
Powiat Białogardzki (Kreis Belgard):
- Byszyno (Boissin) (→ DW 163: Kołobrzeg (Kolberg) ↔ Wałcz (Deutsch Krone))
- Podborsko (Kiefheide)

X PKP-Linie Nr. 404: Kołobrzeg – Szczecinek (Neustettin) X
- Borzysław (Burzlaff)

~ Liśnica (Leitznitz) ~
- Tychowo (Groß Tychow) (→ DW 167: Koszalin (Köslin) ↔ Ogartowo (Jagertow)) (- Połczyn-Zdrój (Bad Polzin))
- Kościanka (Hansfelde)
- Warnino (Warnin)
- Wełdkowo (Groß Voldekow)

X ehemalige Kleinbahnstrecke Koszalin (Köslin) – Bobolice (Bublitz) der Köslin–Belgarder Bahnen X
Powiat Koszaliński (Kreis Köslin):
- Dobrociechy (Dubbertech)
- Głodowa (Goldbeck) (→ DK 11: Kołobrzeg (Kolberg) ↔ Bytom (Beuthen (OS)))